# De chinese muur (stripalbum)
De chinese muur is het zevende album uit de stripreeks Jugurtha van de Belgische tekenaar Franz Drappier en schrijver Jean-Luc Vernal. Het album werd in 1980 voor het eerst in het Nederlandse taalgebied uitgebracht. In 1981 en 1984 werd het album herdrukt.

## Verhaal
Deze aflevering speelt zich af in China ten tijde van de Han-dynastie, waar de Han-Chinezen al generaties in oorlog zijn met de Hiong-Noe. Om het rijk te beschermen hebben de Chinezen de Chinese muur gebouwd.
Jugurtha heeft eindelijk Vania terug gevonden. Op de Chinese Muur geeft Vania antwoord op al zijn vragen en geeft toe dat zij van hem houdt. Hun vrijheid duurt niet lang want ze worden gevangen genomen door de Chinezen. Lin, de zuster van de provinciale bestuurder Tao smeed een plan om de macht over te nemen. In haar plan speelt Jugurtha een grote rol als de vervulling van een oude profetie. Als Jugurtha door krijgt dat Lin hem misbruikt bevrijdt hij Vania en gaan ze ervan door. Opnieuw hebben ze pech en vallen in handen van Memeth, de leider van de Hiong-Noe. Memeth heeft een verbond gesloten met alle steppenvolken om China te veroveren. Ze trekken langs de Chinese muur tot waar deze eindigt om vandaar het Han-rijk binnen te vallen. Het verbond van de steppenvolken valt echter uiteen en het plan van Memeth is gedoemd te mislukken. Ze ontmoeten Ch'un, een oude Chinese geleerde.